# Bisfenol A
El bisfenol A, abreujat com BPA, és un compost orgànic amb dos grups funcionals fenol. Es fa servir per fer plàstic policarbonat i resina epoxi entre altres aplicacions.
Se sap que és estrogènic des de la dècada del 1930. El seu ús causa preocupació des de l'any 2008 quan diversos governs van qüestionar la seva seguretat i alguns fabricants el van eliminar dels seus productes. L'any 2010 un informe de la FDA (Food and Drug Administration) va advertir dels perills de l'exposició al BPA en fetus i infants. Tot i això, en una nova avaluació de la FDA el març de 2013, va concloure que el compost és segur en els nivells baixos en què apareix en els aliments. I el juliol de 2014, la FDA va actualitzar la seva perspectiva en l'ús de BPA en els productes que estan en contacte amb aliments, confirmant que són segurs en els nivells actuals, basant-se en exhaustives investigacions que inclouen dos estudis més realitzats per l'agència a començaments del 2014. L'Autoritat Europea de Seguretat Alimentària (EFSA) també va revisar les noves informacions científiques sobre el BPA el 2008, 2009, 2010 i 2011, i els seus experts van concloure que no s'havien trobat noves proves que els portin a revisar la seva opinió sobre el nivell actual de seguretat d'exposició al BPA, tot i reconeixent algunes incerteses i la necessitar de continuar la recerca. A França està prohibit el seu ús en biberons.

## Producció
La capacitat de producció mundial de BPA era d'un milió de tones en la dècada del 1980, i més de 2,2 milions de tones l'any 2009.
El bisfenol va ser sintetitzat primer pel químic rus A.P. Dianin l'any 1891. Aquest compost se sintetitza per reacció de condensació de l'acetona per això hi ha el sufix A en el seu nom amb dos equivalents químics de fenol. La reacció es catalitza per un àcid fort com l'HCl (àcid clorhídric) o una resina de poliestirè sulfonada.